# 星标变换
在应用数学中，加星标变换（英語：Starred transform）是一种离散时间的拉普拉斯变换的变形，之所以如此命名是因为采样信号的惯常表示中使用星号。加星标变换作用在连续时间函数 {\displaystyle x(t)}上，变换为 {\displaystyle X^{*}(s)} 有以下公式:

{\displaystyle X^{*}(s)={\mathcal {L}}[x(t)\cdot \delta _{T}(t)]={\mathcal {L}}[x^{*}(t)]}

{\displaystyle \delta _{T}(t)} 即是狄拉克δ函数在多周期的形式狄拉克梳状函数(Dirac comb function)。
加星标变换是一种边界的数学抽象，表示了脉冲采样函数 {\displaystyle x^{*}(t)} 的拉普拉斯变换，脉冲采样函数是理想采样器的输出，而理想采样器的输入时连续函数 {\displaystyle x(t)}。
加星标变换类似于Z变换，指示变量有简单的变化。加星标变换明确声明其是在采样周期上变换，而Z变换是作用在离散的信号上而且与采样周期无关。这使得加星标变换成为单边Z变换的去规范化版本，因为加星标变换保留了对于样本参数T的依赖性。

## 与拉普拉斯变换的关系
因为有{\displaystyle X^{*}(s)={\mathcal {L}}[x^{*}(t)]}，对{\displaystyle x^{*}(t)}有:
{\displaystyle x^{*}(t){\overset {\text{def}}{=}}x(t)\cdot \delta _{T}(t)=x(t)\cdot \displaystyle \sum _{n=0}^{\infty }\delta (t-nT)}
对于卷积定理，加星标变换等同于 {\displaystyle {\mathcal {L}}[x(t)]=X(s)} 和 {\displaystyle {\mathcal {L}}[\delta _{T}(t)]={\frac {1}{1-e^{-Ts}}}} 的复卷积，所以有:
{\displaystyle X^{*}(s)={\frac {1}{2\pi j}}\int _{c-j\infty }^{c+j\infty }X(p)\cdot {\frac {1}{1-e^{T(s-p)}}}\cdot dp}
此线积分等同于沿着由一条线和无限半圆组成的闭合路径在正方向上的积分，这个闭路径将 {\displaystyle X(s)}的极点包在{\displaystyle p}的左半平面内。如此积分的结果(通过留数定理):
{\displaystyle X^{*}(s)=\displaystyle \sum _{\lambda =poles\,of\,X(s)}Res_{p=\lambda }[X(p){\frac {1}{1-e^{-T(s-p)}}}]}
上面的线积分等效于沿着该线和包括p右半平面的无穷远的无限半圆形成的闭合路径在负方向上的积分，即为:
{\displaystyle X^{*}(s)={\frac {1}{T}}\displaystyle \sum _{k=\infty }^{\infty }X(s-j{\frac {2\pi }{T}}k)+{\frac {x(0)}{2}}}

## 与Z变换的关系
给定Z变换，{\displaystyle X(z)} 相应的加星标变换即是下面简单的替换:

{\displaystyle X^{*}(s)=X(z)|_{z=e^{sT}}}

此变换保留了对T的依赖。
注意 这是可交换的
{\displaystyle X(z)=X^{*}(s)|_{e^{sT}=z}}

{\displaystyle X(z)=X^{*}|_{s={\frac {\ln(z)}{T}}}}

## 加星标变换的性质
性质1: {\displaystyle X^{*}(s)} 是关于 {\displaystyle s} 的以 {\displaystyle j{\frac {2\pi }{T}}} 为周期的周期函数
{\displaystyle X^{*}(s+j{\frac {2\pi }{T}}k)=X^{*}(s)}
性质2:若 {\displaystyle X(s)} 在 {\displaystyle s=s_{1}}有极点，则有 {\displaystyle X^{*}(s)} 必在 {\displaystyle s=s_{1}+j{\frac {2\pi }{T}}k(k=0,\pm 1,\pm 2,\cdots )} 有极点